# Dieter Weinand
Dieter Weinand (* 11. Mai 1961) ist ein ehemaliger deutscher Boxer.

## Leben
Weinand boxte ab dem elften Lebensjahr bei der ÖSG Viktoria 08 Dortmund. 1976 und 1977 wurde er deutscher Jugendmeister, 1978 und 1978 errang er den deutschen Meistertitel der Junioren. Bei der Junioren-Europameisterschaft im Mai 1980 kämpfte sich Weinand in der Gewichtsklasse bis 75 Kilogramm ins Finale vor, das er gegen Sergej Laptjew aus der Sowjetunion verlor.
Im Erwachsenenalter wurde Weinand dreimal deutscher Amateurboxmeister: 1981, 1982 und 1983 (jeweils in der Gewichtsklasse bis 75 Kilogramm). Er nahm als Mitglied der bundesdeutschen Boxstaffel an mehreren Turnieren und Vergleichskämpfen auf internationaler Ebene teil.
Auf Vereinsebene boxte Weinand in der ersten und zweiten Bundesliga, er trat während seiner Laufbahn für die Boxfreunde 29 Hörde, den BC Gelsenkirchen Erle, den BSK Ahlen sowie den BC Dortmund an. 1989 endete seine Laufbahn als Boxsportler, in der er von 365 Kämpfen 330 gewann, 25 verlor und in fünf ein Unentschieden erreichte. Er wurde mit dem Silbernen Lorbeerblatt ausgezeichnet.
Schon während seiner Zeit als Boxer war er in den Jahren 1986 und 1987 beim BSV Siegfried 26 Gronau als Boxtrainer tätig. 2020 wurde er Trainer beim Verein Dortmunder Boxsport 20/50.
Weinand war auch ein begabter Fußballspieler, nach dem Gewinn der deutschen Box-Amateurmeisterschaft 1982 wurde in der Presse sein Abschied vom Boxsport und ein Wechsel zum Fußball-Oberligisten TSC Wanne-Eickel vermeldet. Er spielte später Fußball beim SSV Hacheney und betreute die Mannschaft Mitte der 2000er Jahre als Trainer, während Manfred Burgsmüller als Manager des SSV amtierte. Der Fernsehsender Kabel 1 begleitete Weinands Mannschaft damals regelmäßig für die Sendung „Helden der Kreisklasse“.